# Hookeriopsis glaziovii
Hookeriopsis glaziovii là một loài Rêu trong họ Hookeriaceae. Loài này được (Hampe) A. Jaeger mô tả khoa học đầu tiên năm 1877.